# 愛一直伴隨著你 / 正常情況下，當10年偶像是不可能的!?
《愛一直伴隨著你 / 正常情況下，當10年偶像是不可能的!?》（愛はいつも君の中に/普通、アイドル10年やってらんないでしょ!?）是日本的女子偶像組合Berryz工房的第35張单曲，在2014年6月4日由PICCOLO TOWN发售。

## 概要
- 《愛一直伴隨著你 / 正常情況下，當10年偶像是不可能的!?》是Berryz工房第七張2A單曲。
- A面曲《正常情況下，當10年偶像是不可能的!?》是以Berryz工房出道10週年為概念藍本的一首歌曲。
- 此單曲有5個版本，分別有「初回生產限定盤A - C」和「通常盤A - B」。「初回生産限定盤A」收錄了「愛一直伴隨著你」的PV和製作花絮（Making）；「初回生産限定盤B」收錄了「正常情況下，當10年偶像是不可能的!?」的PV和製作花絮（Making）。「初回生產限定盤C」收錄了「愛一直伴隨著你」、「正常情況下，當10年偶像是不可能的!?」的PV。
- 在6月16日於公信榜单曲週排行榜取得第4位。
- 此單曲是Berryz工房是出道以來首週銷量最高的單曲（44,219張），第一張首週銷量超過4萬的單曲，繼《希望我們一起的時間長一點 / ROCK Erotic》後第二張銷量超過4萬的單曲。

## 收錄内容

### CD（初回生產限定盤A、C 、 通常盤A）
1. 愛一直伴隨著你
（作詞、作曲：淳君 編曲：平田祥一郎 ）
2. 正常情況下，當10年偶像是不可能的!?
（作詞、作曲：淳君  編曲：AKIRA ）
3. 愛一直伴隨著你 (Instrumental)
4. 正常情況下，當10年偶像是不可能的!? (Instrumental)

### CD（初回生產限定盤B 、 通常盤B）
1. 正常情況下，當10年偶像是不可能的!?
2. 愛一直伴隨著你
3. 正常情況下，當10年偶像是不可能的!? (Instrumental)
4. 愛一直伴隨著你 (Instrumental)

### DVD（初回生產限定盤A）
1. 愛一直伴隨著你（MV）
2. 愛一直伴隨著你（Making）

### DVD（初回生產限定盤B）
1. 正常情況下，當10年偶像是不可能的!?（MV）
2. 正常情況下，當10年偶像是不可能的!?（Making）

### DVD（初回生產限定盤C）
1. 愛一直伴隨著你（Dance Shot Ver.）
2. 正常情況下，當10年偶像是不可能的!?（Dance Shot Ver.）